# Alfred Büchi

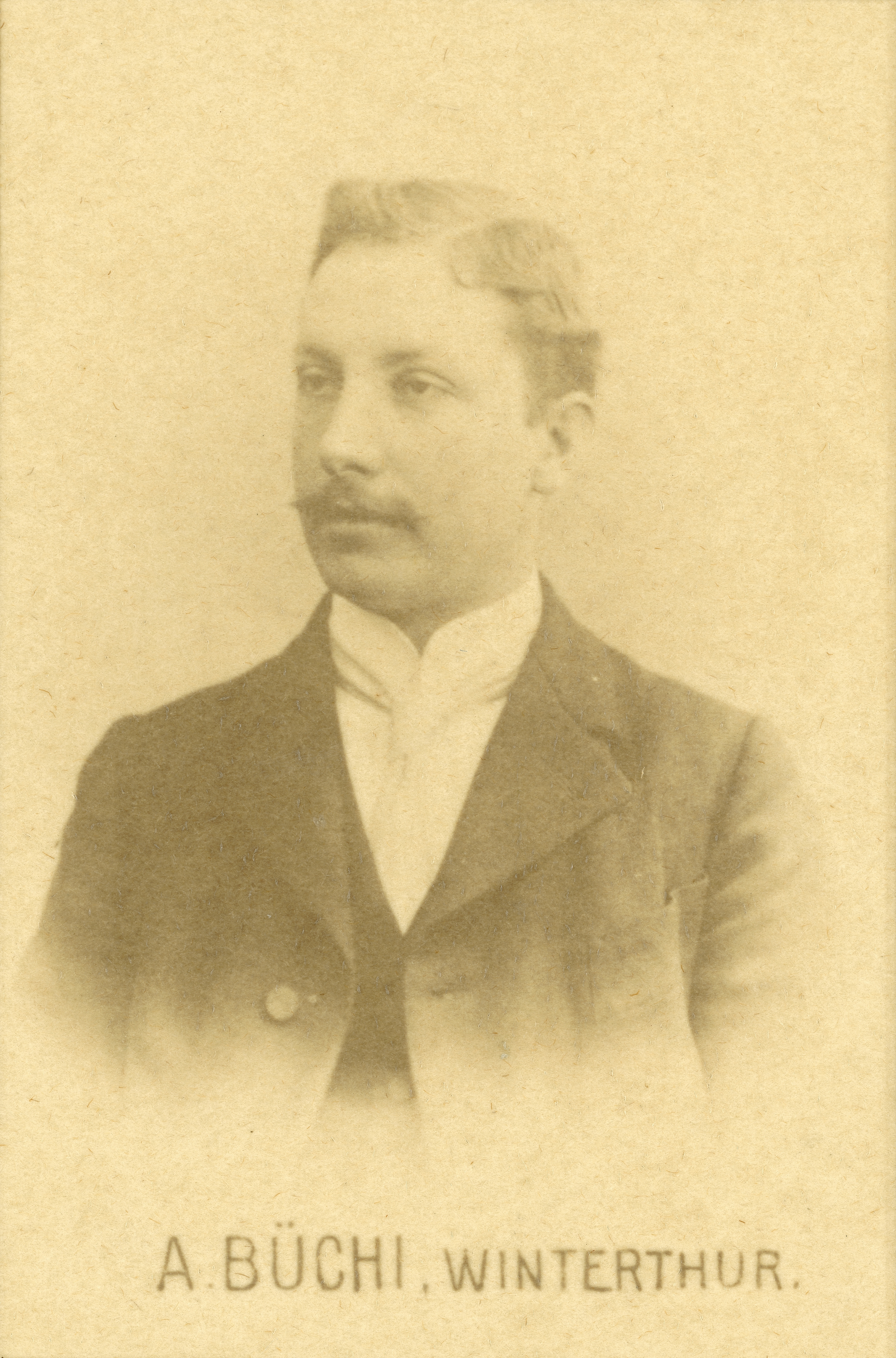
Retrato de Alfred Büchi

Alfred Büchi (Winterthur, 11 de julio de 1879-Winterthur, 27 de octubre de 1959) fue un ingeniero e inventor suizo conocido por ser el inventor del turbocompresor. Alfred J. Büchi nació el 11 de julio de 1879 en Winterthur, Suiza, creciendo allí y en Ludwigshafen. Era hijo de Johann Büchi, jefe ejecutivo de la firma fabricante de ingeniería industrial suiza Sulzer. Alfred fue impulsado a seguir un camino similar a su padre, logrando finalmente fama a raíz de sus invenciones. En 1899 se recibe como estudiante de ingeniería en la Escuela Politécnica Federal de Zúrich (ETH) en Zürich, recibiendo un grado en 1903. Posteriormente estudió ingeniería en Bélgica e Inglaterra antes de regresar a Suiza (Wetzikon) en 1908.

## El turbocompresor
Durante sus primeros años fuera de Suiza, Büchi se interesó en mejorar la eficiencia del motor de combustión relacionado con la pérdida de calor en el sistema de escape.

### Patentes de Büchi
Recibió la patente Número 204630 de la Oficina Alemana de Patentes y Marcas el 16 de noviembre de 1905. Describe a un "gran Sobrealimentador" como una solución para capturar el calor, utilizando un "compresor axial, un motor de pistón radial y una turbina axial en un eje común".
La idea era sencilla, aunque los materiales y los combustibles requeridos para el correcto funcionamiento no estaban todavía disponibles. Mientras una patente más tardía (1925) describía "operación de pulso para sobrealimentación de presión baja" es considerado su hito, debido a que la invención de Büchi del año 1905 es reconocida como el nacimiento de la era del turbocompresor. Los principios de 1905 de Büchi para el turbocompresor permanecen sin alteraciones hasta la fecha. Potencia y eficiencia fueron mejorados "por forzar aire adicional a los cilindros, con el calor del sistema de escape utilizado para mover la turbina".

### Sulzer y Brown Boveri
Uniéndose a Sulzer en 1909, Büchi investigó a los motores de diésel mientras continuaba trabajando en el turbocompresor, enfocándose en aplicaciones marinas. En 1911 Sulzer abrió una planta experimental para el turbocompresor, y el primer prototipo de Büchi para un turbocompresor de motor de diésel fue producido en 1915. Pretendiendo mitigar los efectos del aire delgado en altitud alta para motores de avión, esta versión no logró un impulso extra, por lo que no fue bien recibido.
En 1915 Büchi empezó un diálogo con Brown, Boveri & Cie (BBC) para llegar a una cooperación, aunque les tomó hasta que 1923 lograr un acuerdo. Büchi fue llamado a dirigir el departamento de diésel de Sulzer durante 1918-19.

### Aplicaciones marinas
Casi dos décadas más tarde la invención de Büchi consiguió aplicación práctica. El primer uso del turbocompresor fue para motores marinos grandes, cuándo el Ministerio alemán del Transporte encargó la construcción de los barcos de pasajeros "Preussen" y "Hansestadt Danzig" en 1923. Ambas embarcaciones poseían motores gemelos diésel de diez cilindros con la potencia aumentada de 1750 a 2500 caballos de fuerza por turbocompresores diseñados por Büchi y construidos bajo su supervisión por Brown & Boveri (BBC) (ahora ABB).

### Sindicato Büchi
Finalmente cerca del fin de periodo en la empresa, en 1925 Büchi por primera vez tuvo éxito en combinar su tecnología con un motor de diésel, aumentando la eficacia por encima del 40%, el mismo año obtiene la patente suiza número 122 664 bajo su propio nombre ("Doble sistema turbocompresor Büchi"). En 1926 deja Sulzer y establece una compañía nueva conocida como "Sindicato Büchi". Büchi encabezó ingeniería y relaciones de cliente, la Fábrica Suiza de Locomotoras y Máquinas en Winterthur proporcionó motores para testeo, y BBC en Baden construyó los turbocompresores. El mismo año Büchi también se convertiría en Director de SLM.
Dos años más tarde, diseños más grandes de un turbocompresor dieron mejores resultados, logrando más acuerdos de licencia con constructores de motores. El Sindicato de Büchi se mantuvo unido hasta 1941, cuando BBC continuó con las operaciones bajo su propio nombre.

### Aplicaciones automovilísticas
Los vehículos de carrera empezaron a utilizar turbocompresor a partir de 1930 y la tecnología llegó a los automóviles comerciales hacia el final de la década. En 1938 Saurer produjo en Suiza el primer motor de camión con turbocompresor.

## Muerte
Alfred Büchi murió el 27 de octubre de 1959 y fue enterrado en el cementerio Rosenberg de Winterthur.

## Honores
En 1938 Büchi fue galardonado con un grado honorífico de la ETH Zúrich.
En el verano de 2012 la ciudad de Winterthur homenajeó al inventor y pionero con la inauguración de la carretera "Alfred Büchi Manera" en Neuwiesenquartier.